# Hestbrepiggan
Hestbrepiggan ou Hestbreapiggan (nynorsk) ou Hestbrepiggene ou Hestbreapiggene (bokmål) est une montagne située dans le massif de Breheimen, dans le comté d'Oppland en Norvège. Elle culmine à 2 172 m au Store Hestbrepiggan ce qui en fait le point culminant du massif. Elle est située dans le parc national de Breheimen.